# Akram Budżamalin
Akram Budżamalin (arab. أكرم بوجملين;ur. 19 marca 1992) – algierski zapaśnik walczący w stylu klasycznym. 
Zajął dziewiąte miejsce na mistrzostwach świata w 2015. Wicemistrz igrzysk panarabskich w 2023. Brązowy medalista igrzysk afrykańskich w 2015. Ośmiokrotny medalista mistrzostw Afryki w latach 2013 - 2023. Mistrz i brązowy medalista mistrzostw arabskich w 2014. Wojskowy wicemistrz świata w 2014. Dwunasty na igrzyskach wojskowych w 2015 i osiemnasty w 2019. Mistrz śródziemnomorski w 2018. Mistrz Afryki juniorów w 2011 roku.
Jego brat, Adam Budżamalin jest również zapaśnikiem.